# Terrestricythere elisabethae
Terrestricythere elisabethae is een mosselkreeftjessoort uit de familie van de Terrestricytheridae. De wetenschappelijke naam van de soort is voor het eerst geldig gepubliceerd in 2004 door Horne, Smith, Whittaker & Murray.